# Alcaravão-do-senegal
O alcaravão-do-senegal (Burhinus senegalensis) é uma espécie de ave da família Burhinidae.

## Distribuição
Esta espécie distribui-se pelas regiões equatoriais de África e pelo vale do Nilo até ao Egipto.